# Pemphigus eastopi
Pemphigus eastopi är en insektsart. Pemphigus eastopi ingår i släktet Pemphigus och familjen långrörsbladlöss. Inga underarter finns listade i Catalogue of Life.